# Apro di Vienne

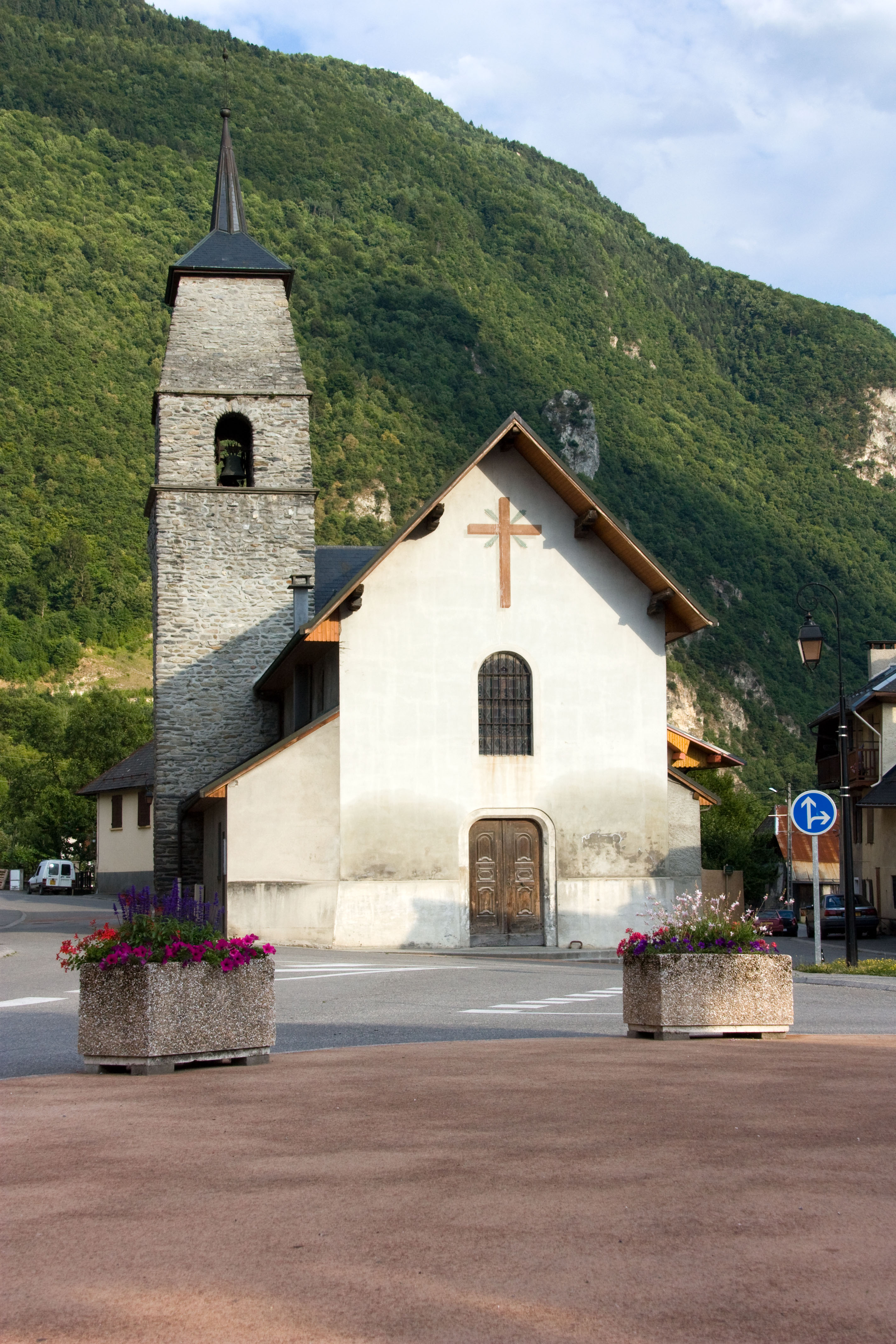
Chiesa di Saint-Avre

Apro (... – 650 circa) è stato un eremita nei pressi di Vienne. Il suo culto come santo è stato confermato da papa Pio X nel 1903.

## Biografia
Secondo una vita tarda, nacque a Sennicum (forse l'attuale Sens, o Senez) e fu ordinato prete a Grenoble dove inizialmente esercitò il suo ministero. Fu poi parroco a La Terrasse.
Secondo la leggenda, deviò miracolosamente il corso dell'Isère per recuperare il corpo del suo parente Apruncolo, che era annegato, e lo risuscitò.
Lasciata la diocesi di Grenoble sotto l'episcopato di Esichio, si trasferì in diocesi di Moriana sotto la direzione del vescovo Leporio. Morì poco tempo dopo.

## Il culto
La sua memoria era celebrata il 25 ottobre nella chiesa di Saint-Avre in diocesi di Moriana e il 4 dicembre in quella di Saint-Aupre, in diocesi di Grenoble. La sua commemorazione fu eliminata dal proprio dei santi di Grenoble nel 1783, ma fu ripristinata dopo la conferma del culto da parte della Santa Sede.
Il 9 dicembre 1903, infatti, Papa Pio X ne confermò il culto con il titolo di santo.
Il suo elogio si legge nel martirologio romano al 4 dicembre.